# Budova České pojišťovny (Pankrác)
Budova České pojišťovny je kancelářská budova na Pankráci v Praze 4-Nuslích, mezi ulicemi Na Pankráci a 5. května. Kromě České pojišťovny a Generali Pojišťovny zde sídlí ještě Penzijní společnost České pojišťovny, a.s., Česká pojišťovna ZDRAVÍ, a.s., Generali Investments CEE, investiční společnost, a.s., Europ Assistance s.r.o. a další subjekty.

Budova byla postavena v letech 2007–2008 dle návrhu studia AHK architekti s.r.o. (Ing.arch. Zdeněk Hölzel, Akad.arch. Jan Kerel), dodavatelem byla firma Metrostav a.s.
Budova má železobetonový skelet, 3 podzemní a 7 nadzemních podlaží. Architektonicky zajímavé jsou čtyři dvoupodlažní střešní nástavby zaobleného tvaru připomínajícího vzducholoď. Hlavní nosnou konstrukcí je prostorový skelet z lepeného dřeva sestavený z příčných nosných rámů (žeber) a propojovacího páteřního průvlaku ve vrcholu. Konečný vzhled nástaveb určuje plášť z titan-zinkového plechu (Rheinzink) s množstvím atypických detailů; dodavatelem byla firma Taros Nova s.r.o.